# Giancarlo De Andreis
Giancarlo De Andreis (Roma, 7 dicembre 1966) è un autore televisivo e giornalista italiano.

## Biografia
Autore principale di Ballando con le Stelle collabora da circa 20 anni con Milly Carlucci di cui è autore di fiducia e con cui ha realizzato diverse trasmissioni, tra cui Sognando...Ballando con le Stelle, programma celebrativo dei 20 anni del talent show di Raiuno andato in onda nel maggio del 2025. Ha esordito in TV lavorando a Carramba che sorpresa condotto da Raffaella Carrà. Per tre anni ha collaborato a  Mattina in famiglia, curando la rubrica da lui stesso ideata "Al Bar dello sport". Ha lavorato ad alcune serate evento come Grazie Alberto condotto da Fabrizio Frizzi, Un sorriso per la famiglia, Tanti cuori attorno al Papa per Rai International e Canale 5 e alla prima puntata de Lo show dei record. Nel 1990 ha collaborato con l'Ufficio Stampa organizzatore del campionato mondiale di calcio 1990. Dal 1994 al 2000 ha svolto attività giornalistica collaborando con diverse radio regionali (Mondo Radio Centro Italia, Talk Radio, Radio Incontro), con il settimanale Gente e con le pay tv Telepiù e Stream.
Nel 2004 ha realizzato per Rai Futura Cosa farò da grande... docu-fiction sui giovani e il mondo del lavoro ed ha vinto il premio per la "miglior sceneggiatura" al Festival di Miglionico per il cortometraggio Tassì di Luca Alcini. Nel 2005 è stato finalista al Salento International Film Festival con la sceneggiatura di Esame Holter scritta insieme a Luca Alcini. Dal 2005 al 2009 ha seguito le anteprime, le prefinali e i reportage di Miss Italia. Ha lavorato al Galà di Miss Italia promosse e bocciate con Carlo Conti, a tre edizioni di Miss Italia nel mondo: la prima con Massimo Giletti ed Eleonora Daniele, le altre due condotte da Caterina Balivo.
Dal 2006 si occupa di Ballando con le stelle,  in qualità di autore principale accanto alla conduttrice e direttore artistico Milly Carlucciattualmente è impegnato nella realizzazione della 20esima edizione. Nel 2006 è tornato inoltre a lavorare con Raffaella Carrà nel programma di Rai 1 Amore'. Ha successivamente lavorato a due edizioni di Notti sul ghiaccio sempre con Milly Carlucci e a due edizioni di Ti lascio una canzone con Antonella Clerici e con la regia di Roberto Cenci, con il quale ha collaborato anche a Volami nel cuore, condotto da Pupo. Nel 2009 è stato tra gli autori di Grazie a tutti con Gianni Morandi. Autore del Premio Ischia di giornalismo per le edizioni 2010, 2011 e 2012 e del Premio Roma Danza nel 2011 e 2012, istituito dall'Accademia Nazionale di Danza.
Nel 2011 ha scritto insieme a Luca Alcini lo spettacolo teatrale Non ho parole interpretato da Tosca D'Aquino, per cui ha ricevuto la menzione speciale al Premio Sipario 2012 nella sezione monologhi. Da aprile 2011 collabora con il settimanale Dipiù TV per cui cura la rubrica "La tv vista da internet". Con Milly Carlucci ha realizzato due edizioni di Miss Italia, 24milavoci e '...altrimenti ci arrabbiamo! andati in onda su Rai 1. Ad aprile 2013 assieme a Milly Carlucci, Svevo Tognalini, Simone Pippo e Giuko ha realizzato Bobo e Marco - I re del ballo in onda su Skyuno Hd e Altrimenti ci arrabbiamo, un talent show per Rai 1, condotto da Milly Carlucci. Nello stesso anno ha scritto, insieme a Lucia Leotta, il Premio Biagio Agnes, condotto da Gerardo Greco e Laura Chimenti, il Premio Luchetta, condotto da Franco Di Mare e Barbara Carfagna. Nello stesso anno, ha pubblicato il libro 433, Un'altra visione della vita, dedicato alla sua passione per il calcio.
Nel 2015 è stato autore di Estate in diretta con Salvo Sottile e Eleonora Daniele e de La vita in diretta condotta da Marco Liorni e Cristina Parodi, occupandosi prevalentemente delle pagine di spettacolo. Nel 2016, oltre a proseguire l'attività di autore a La vita in diretta, ha lavorato a Sogno Azzurro, condotto da Antonella Clerici e a Il Grande Match con Flavio Insinna. Il 12 maggio 2016 ha presentato al MAXXI - Museo Nazionale delle arti del XXI secolo - il suo secondo romanzo: Il destino suona sempre due volte, un giallo ambientato nel mondo dello spettacolo (edito da Eclissi Editrice). Ha inoltre scritto i testi dell'edizione 2016 del Premio Biagio Agnes, condotto da Alberto Matano e Francesca Fialdini e del Premio Luchetta condotto da Laura Chimenti. 
Nel 2017  ha lavorato allo Speciale dello Zecchino d'Oro condotto da Chiara Tortorella e Paolo Belli  e al programma di Raiuno Celebration con Neri Marcorè e Serena Rossi, oltre che a Andrea Bocelli Show dal Colosseo di Roma. Nel 2018, oltre alla nuova edizione degli speciali dello Zecchino d'Oro,  ha lavorato a ItaliaSì! di Marco Liorni, a Telethon e alla seconda serata Talenthon. Sempre nel 2018 è stato autore de La notte di Andrea Bocelli, trasmessa da Rai 1 dall'Arena di Verona. Da giugno 2018 collabora con Il Corriere dello Sport. Nel 2020, 2021, 2022 e 2023 ha lavorato come autore al fianco di Milly Carlucci nel nuovo show di Rai 1 Il cantante mascherato. Da ottobre 2019 ha condotto per tre stagioni, insieme a Simone Pinelli e Roberta Lupi, su RTR99, canzoni e parole fuori dal coro, il programma d'intrattenimento radiofonico Domenica On.
Nel 2024 ha lavorato alla realizzazione su Raiuno il talent show L'Acchiappatalenti con la conduzione e la direzione artistica di Milly Carlucci. Nello stesso anno è consulente autorale per il talk show Belve. 